# Acleris indignana
Acleris indignana (лат.) — вид бабочек из семейства листовёрток. Распространён на юге Приморского края и островах Хоккайдо и Хонсю (Япония). Обитают в садах и парках. Гусеницы встречаются в сплетённых листьях яблони ягодной. Бабочек можно наблюдать с начала июля по начало августа. Размах крыльев 14—16 мм.